# Lijst van beelden in Middelburg
Dit is een (onvolledige) chronologische lijst van beelden in Middelburg. Onder een beeld wordt hier verstaan elk driedimensionaal kunstwerk in de openbare ruimte van de Nederlandse gemeente Middelburg, waarbij beeld wordt gebruikt als verzamelbegrip voor sculpturen, standbeelden, installaties, gedenktekens en overige beeldhouwwerken.
Voor een volledig overzicht van de beschikbare afbeeldingen zie: Beelden in Middelburg op Wikimedia Commons.
| Geplaatst     | Omschrijving                                                  | Kunstenaar                | straat                                              | Plaats     | Materiaal   | Afbeelding |
| ------------- | ------------------------------------------------------------- | ------------------------- | --------------------------------------------------- | ---------- | ----------- | ---------- |
| 1817          | Monument voor de Nieuwe Haven                                 | onbekend                  | Rouaanse Kaai                                       | Middelburg |             |            |
| 1910          | Koningin Wilhelmina met prinses Juliana                       | Pierre Cuypers (atelier)  | Markt, stadhuisgevel                                | Middelburg |             |            |
| 1928          | Karel de Stoute                                               | Niek van der Schaft       | Markt                                               | Middelburg |             |            |
| 1928          | Maximiliaan van Oostenrijk                                    | Lambertus Zijl            | Markt (stadhuis, gevel Choertoren)                  | Middelburg | natuursteen |            |
| 1929          | Jan Morks                                                     | August Falise             | Molenwater                                          | Middelburg | brons       |            |
| 1933          | Maria van Bourgondië                                          | Lambertus Zijl            | Markt (stadhuis, gevel Choertoren)                  | Middelburg |             |            |
| 1937          | Monument voor koningin Emma                                   | Henk Etienne              | Dam                                                 | Middelburg | kalksteen   |            |
| 1942          | In de Cluys (Gevelreliëf)                                     | Nel Klaassen              | Markt                                               | Middelburg | steen       |            |
| 1950          | Bevrijdingsmonument                                           | Oswald Wenckebach         | Groenmarkt                                          | Middelburg | brons       |            |
| 1955          | Willem II van Holland                                         | Oswald Wenckebach         | Gistpoort (St. Pieterstraat bij Damplein)           | Middelburg | brons       |            |
| 1955          | Stadstimmerman                                                | Peter de Jong             | Vlissingsebinnenbrug                                | Middelburg | kalksteen   |            |
| 1956          | Mannen en vrouwen                                             | Liesbeth Messer-Heijbroek | Langevielebinnenbrug                                | Middelburg | brons       |            |
| 1960          | drie sporters                                                 | Liesbeth Messer-Heijbroek | Bachtensteene                                       | Middelburg | brons       |            |
| ca. 1976-1977 | Paardje                                                       | Theo Maassen              | Lammerensteeg                                       | Middelburg |             |            |
| 1977          | zonder titel                                                  | Theo Maassen              | Lutherse Kerklaan                                   | Middelburg |             |            |
| 1977          | Vrouw in ligstoel (Rebecca)                                   | Guido Metsers             | Lange Delft                                         | Middelburg |             |            |
| 1978          | zonder titel ("een organische vorm die uit het water groeit") | Theo Maassen              | Het Groene Woud                                     | Middelburg |             |            |
| 1978          | zonder titel                                                  | Theo Maassen              | Korte Delft / Reigerstraat                          | Middelburg | brons       |            |
| 1979          | Cocon                                                         | Theo Maassen              | Berkenlaan                                          | Middelburg |             |            |
| 1980          | M20                                                           | Theo Maassen              | Nederstraat                                         | Middelburg |             |            |
| 1981          |                                                               | Nico van den Boezem       | Kruitmolenlaan                                      | Middelburg |             |            |
| 1983          | Cochin                                                        | Elsa Westland             | Blauwedijk                                          | Middelburg | Kalksteen   |            |
| 1987          | Windmobile                                                    | Dick Box                  | Plein 1940 (februari 2015 verwijderd en opgeslagen) | Middelburg | aluminium   |            |
| 1990          | Een gestolde herinnering                                      | Sigurður Guðmundsson      | Nieuwe Burg                                         | Middelburg |             |            |
| 2000          | De Fontein                                                    | Ilja en Emilia Kabakov    | Markt                                               | Middelburg | brons       |            |
| 2000          | De ringrijder                                                 | Gerard Brouwer            | Koorkerkstraat                                      | Middelburg | brons       |            |
| 2001          | Kussend meisje Sofie                                          | Sjer Jacobs               | Vismarkt                                            | Middelburg | brons       |            |
| 2003          | De visleurster                                                | Gerard Brouwer            | Markt                                               | Arnemuiden | brons       |            |
| 2017          | The cage                                                      | Joep van Lieshout         | Koorkerkstraat                                      | Middelburg |             |            |